# Nässjö stad
Denna artikel handlar om den tidigare kommunen Nässjö stad. För orten se Nässjö, för dagens kommun, se Nässjö kommun.
Nässjö stad var en kommun i Jönköpings län.

## Administrativ historik
Nässjö stad bildades 1914 genom en ombildning av Nässjö köping som 1890 utbrutits ur Nässjö landskommun.
Den 1 januari 1948 (enligt beslut den 15 november 1946) inkorporerades Nässjö landskommun, omfattande 89,45 km² (varav 82,85 km² land) och 1 808 invånare. I avseende på fastighetsredovisningen inkorporerades också Nässjö socken i staden.
Staden, tillsammans med fem angränsande kommuner (Bodafors köping samt landskommunerna Norra Sandsjö, Solberga, Forserum och Malmbäck), bildade Nässjö kommun den 1 januari 1971.
I likhet med andra sentida stadsbildningar infördes inte egen jurisdiktion med borgmästare och magistrat, utan staden lydde fortsatt under landsrätt i Tveta, Vista och Mo tingslag.
Nässjö församling var både stadens och landskommunens församling.

### Sockenkod
För registrerade fornfynd med mera så återfinns staden inom ett område definierat av sockenkod 0646 som motsvarar den omfattning staden hade kring 1950, vilket innebär att den också omfattar Nässjö socken.

## Stadsvapen
Blasonering:  En sköld av guld med ett blått kugghjul, däröver en blå chef med trenne grankottar av sagda metall.
Vapnet utarbetades av dåvarande riksheraldikern och fastställdes för Nässjö stad år 1918. Kugghjulet symboliserar industri och järnväg. Sex banor strålade då samman, vilket kan antydas av hjulets sex ekrar. Antalet nämns dock inte i blasoneringen. Kottarna ska syfta på den skogrika omgivningen. Efter kommunbildningen 1971 registrerades det gamla stadsvapnet oförändrat.

## Geografi
Nässjö stad omfattade den 1 januari 1952 en areal av 104,45 km², varav 96,35 km² land. Efter nymätningar och arealberäkningar färdiga den 1 januari 1957 omfattade staden den 1 november 1960 en areal av 104,53 km², varav 97,17 km² land.

### Tätorter i staden 1960
I Nässjö stad fanns tätorten Nässjö, som hade 17 307 invånare den 1 november 1960. Tätortsgraden i staden var då 93,9 procent.

## Politik

### Mandatfördelning i valen 1919–1966
| 4 | 10 | 4 | 12 |

| 30 |

| 2 | 10 | 5 | 13 |

| 30 |

| 2 | 12 |  | 6 | 9 |

| 29 |

|  | 12 | 7 | 10 |

| 30 |

| 16 | 5 | 9 |

| 30 |

| 18 | 5 | 7 |

| 28 |

| 19 |  | 5 | 5 |

| 28 |

| 19 | 6 | 5 |

| 28 |

|  | 17 | 7 | 5 |

| 27 |

| 20 |  | 9 | 6 |

| 34 |

| 20 |  | 9 | 6 |

| 33 |

| 19 | 2 | 7 | 8 |

| 34 |

| 21 | 3 | 7 | 5 |

| 34 |

| 2 | 18 | 3 | 8 | 5 |

| 34 |